# Deadmau5
喬爾·湯瑪斯·齊默曼（英語：Joel Thomas Zimmerman，1981年1月5日—），藝名为（通常写作，读作「dead mouse」），是一位加拿大电子音乐制作人及DJ。港澳台通常将其艺名译为鼠來寶，中國则通常称之为电子鼠或死老鼠。齐默曼制作的音乐风格以渐进浩室（英語：Progressive House）为主。其早年多在加拿大多倫多表演，現則主要於美國洛杉磯表演。齐默曼名下作品被收入等许多合集當中，例如提雅斯多的《In Search of Sunrise 6: Ibiza》。阿明·范·比伦也在其電臺節目《A State of Trance》當中多次播出齐默曼的作品。齊默曼使用多個音樂軟體創作音樂。在一次網路直播中，齐默曼提到其常用的音乐软件为Ableton Live和Steinberg出品的Cubase與Nuendo。
齐默曼名下的专辑获得了六次葛萊美獎最佳電子/舞曲專輯獎提名。与齊默曼经常合作的其他知名音樂家有卡斯科、MC Flipside、羅布·斯懷爾和沃爾夫岡·加特納等。齐默曼曾與史特夫·杜達合作，組建有團體BSOD（Better Sounding On Drugs）。史特夫·杜達、托米·李和DJ Aero也与其建立了组合WTF?。2007年，齐默曼創立了自己的唱片公司Mau5trap。他是目前世界上收入最高的電子音樂製作人之一。与棉花糖和傻朋克的做法類似，齐默曼在表演时常戴着发出各种灯光的老鼠头盔。
齐默曼使用的艺名不止Deadmau5一个。2000年，齊默曼和德里克·凱撒以「Dred And Karma」為名在加拿大發行了名為《I Don't Want No Other》的12英寸單曲盤。2006年，齊默曼在發行專輯《Deadmau5 Circa 1998–2002》时則使用了「Halcyon441」作为別名。他的首張錄音室專輯《Get Scraped》於2005年發行，第二张录音室专辑《Vexillology》则于一年后发行。齐默曼的成名專輯《Random Album Title》于2008年發行，并在加拿大和英國分别取得唱片銷售認證金獎和銀獎。這張專輯内包含歌曲《Faxing Berlin》和《Not Exactly》等，其中與卡斯科合作的歌曲《I Remember》在销量排行榜中获得了佳绩。2009年，齐默曼的第四張录音室專輯《For Lack of a Better Name》正式发布，其中包括與羅布·斯懷爾合作的單曲《Ghosts 'n' Stuff》。備受好評的《Strobe》也出自此专辑中。2010年年底，齊默曼的第五張專輯《4×4=12》發行。专辑中主打曲为《Some Chords》、《Animal Rights》、《Sofi Needs a Ladder》和《Raise Your Weapon》。2012年，齊默曼發佈單曲《The Veldt》和《Professional Griefers》并大获成功。这两首单曲隨後出現在他的第六張錄音室專輯《Album Title Goes Here》中。2014年，在与Ultra Records解约后，Astralwerks与Virgin EMI共同发行了齐默曼的第七張錄音室專輯《While(1<2)》。该專輯囊括四首单曲：《Avaritia》、《Seeya》、《Infra Turbo Pigcart Racer》和《Phantoms Can't Hang》。在这之后齐默曼因为心理问题隐退了一段时间。2016年底，齊默曼复出，其第八張錄音室專輯《W:/2016Album/》發行，專輯中包含單曲《Snowcone》和《Let Go》。

## 早年背景
齊默曼出生於加拿大安大略省尼亞加拉瀑布城。母親南希（Nancy，旧姓Johnson）為一位視覺藝術家，父親羅德尼·托馬斯·“羅德”·齐默曼曼（Rodney Thomas "Rod" Zimmerman）於通用汽車的工廠工作。齊默曼擁有德國、瑞士及英國血統。他於一次聖誕節時收到了他的第一個鍵盤禮物。
齊默曼從20世纪90年代晚期開始創作音樂，早期樂風曾受當時流行的芯片音乐與由衝動追蹤器產生的演景式運動效果音影響。
齊默曼畢業於尼亞加拉瀑布城的威斯汀中學。之後，他到一家在線音樂許可管理公司就職，並成爲一名程式設計師。齐默曼的艺名Deadmau5就诞生于这段时间，名稱的來歷是他电脑机箱内的一只死老鼠。

## 音乐生涯

### 《Get Scraped》和数张獨立發行专辑（1998－2006年）
齊默曼的首張專輯《Get Scraped》發行於2005年7月26日。之前《Project 56》中发行的《Just Before 8bit》、《Nice Try, Kiddo》和《Uploading and Downloading》等曲在该专辑中被重新编辑並更名為《8bit》、《Try Again》和《Unspecial Effects》。另一些曲子如《Bored of Canada》、《Intelstat》、《I Forget》以及来自专辑《Deadmau5 Circa 1998-2002》的《The Oshawa Connection》等曲目未经任何修改直接出现在了此专辑中。
2006年，齐默曼独立发行了三张专辑：《Project 56》、《Deadmau5 Circa 1998–2002》和《A Little Oblique》。其中《Project 56》在兩年之後增加了一些曲目再次发布。

### 專輯《Vexillology》、《Random Album Title》以及Mau5trap唱片公司（2006－2008年）
2006年11月6日，齊默曼通過Play Records發行了他的第二張錄音室專輯《Vexillology》。

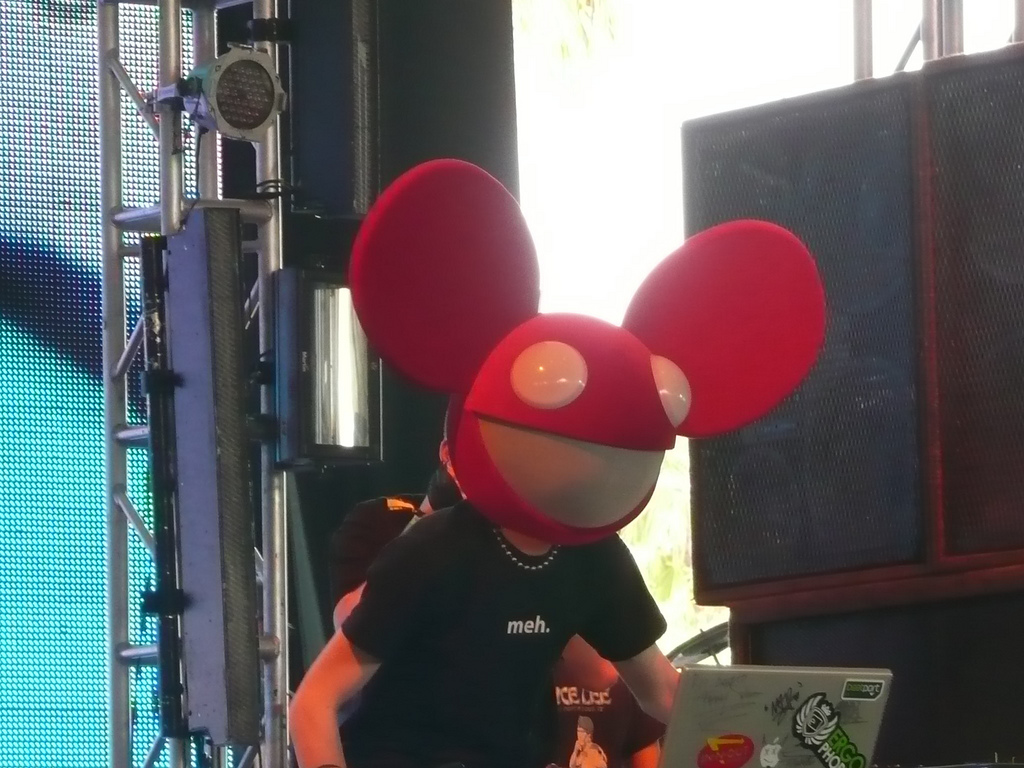
Deadmau5參加2008年科切拉音乐节時的場景

2007年，齊默曼創立了自己的唱片公司Mau5trap。一年后，该公司与唱片公司Ultra Records和Ministry of Sound发行了其第三张录音室专辑《Random Album Title》。该专辑的数字版本于9月2日發行，實體版則在當年11月發行。單曲《Faxing Berlin》在2006年10月25日發行，《Not Exactly》在2007年8月27日發行，《I Remember》则于2008年9月15日在專輯發售之前發行。
专辑中主打曲《I Remember》由齊默曼和芝加哥製作人卡斯科合作。其在英國銷售超過20萬支，並登上英國單曲排行榜第14名，使齊默曼一舉成名。
除了《I Remember》，齐默曼和卡斯科还于同年合作了歌曲《Move for Me》，并收录在卡斯科的专辑《Strobelite Seduction》中。这两首曲子分别于2009年10月17日和2008年9月6日在告示牌的Dance/Mix Show Airplay排行榜上名列第一。除此之外，齊默曼与羅布·斯懷爾合作的《Ghosts 'n' Stuff》也与2010年3月15日登顶Dance/Mix Show Airplay榜單。齐默曼随之成爲唯一在該榜單上拥有三首登顶曲目的加拿大人，同時也是繼黛珀拉·考斯、妮莉·費塔朵、Dragonette、小賈斯汀和威肯之後第六位奪得該榜單頭籌的加拿大人。齊默曼还在2008年英國DJ雜誌的百大DJ排行榜中獲得了第11名佳績。

### 專輯《For Lack of a Better Name》以及《4×4=12》（2009－2011年）

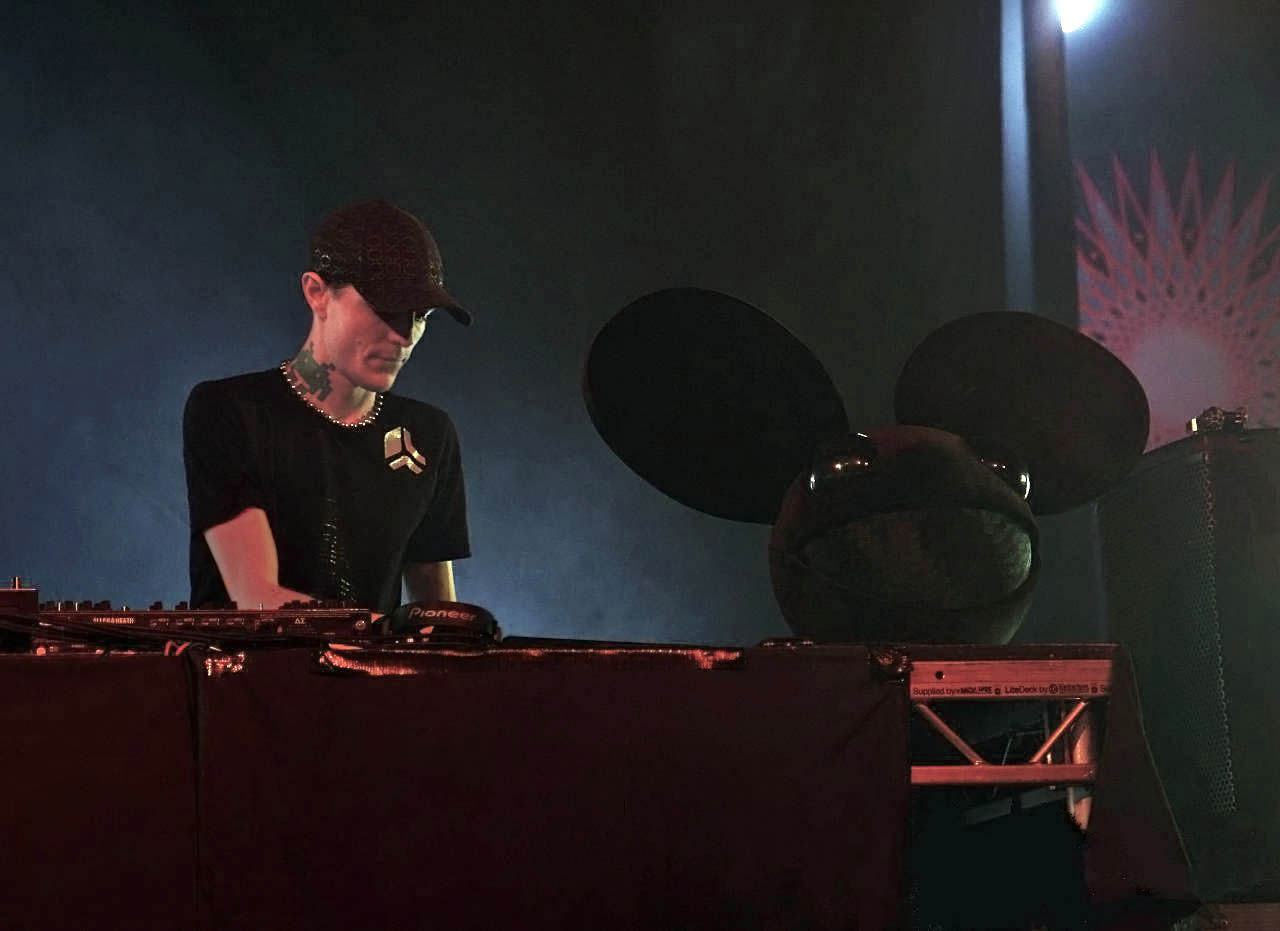
2009年Deadmau5在英國格拉斯頓伯里現場表演

2009年9月22日，齊默曼的新專輯《For Lack of a Better Name》在美国地区由Ultra Records正式发行。当年10月5日该专辑正式面向全世界發售。本專輯中包含齊默曼最受歡迎的兩首樂曲——《Ghosts 'n' Stuff》以及《Strobe》。这两首单曲分别在2008年11月25日和2010年2月23日发行。该专辑使得齐默曼在DJ雜誌2010年百大DJ排行榜中攀升至第4名。这是齐默曼在该榜单中的最高排名。2010年7月30日，齊默曼在華盛頓一間夜店表演後因過勞而送醫，被迫取消接下來的幾場表演。
2010年8月16日，MTV提名齊默曼為2010年MTV音樂錄影帶大獎和本週MTV最佳进步艺人颁奖典礼的驻场House DJ。在頒獎典禮上，齊默曼與傑森·德魯羅和崔維·麥考伊同臺表演。典礼中，齐默曼向Lady Gaga和大衛·庫塔表达了感谢，感谢他們將舞曲帶入了流行音樂界，为齐默曼一举成名铺平了道路。齐默曼与MTV之间的联系并非偶然，他的歌曲《Ghosts 'n' Stuff》早先就在MTV真人秀系列《玩咖日記》的配樂中出現過。
2010年12月6日，齊默曼的第五張录音室專輯《4×4=12》在英國正式發行，并在次日于美國正式发售。专辑内包含多首单曲如《Some Chords》、《Animal Rights》、《Sofi Needs a Ladder》和《Raise Your Weapon》。《Some Chords》曾在齊默曼於影集《CSI犯罪現場》中客串演出時播放过。《Sofi Needs a Ladder》的純音樂版本也出现在電影《醉後大丈夫2》中。该专辑和单曲《Raise Your Weapon》分別入圍第54屆葛萊美獎的最佳電子/舞曲專輯和最佳舞曲錄音。
同年，齐默曼另外發行了兩首非專輯單曲《Aural Psynapse》和《HR 8938 Cephei》。

### 專輯《Album Title Goes Here》和《While(1<2)》（2012－2014年）

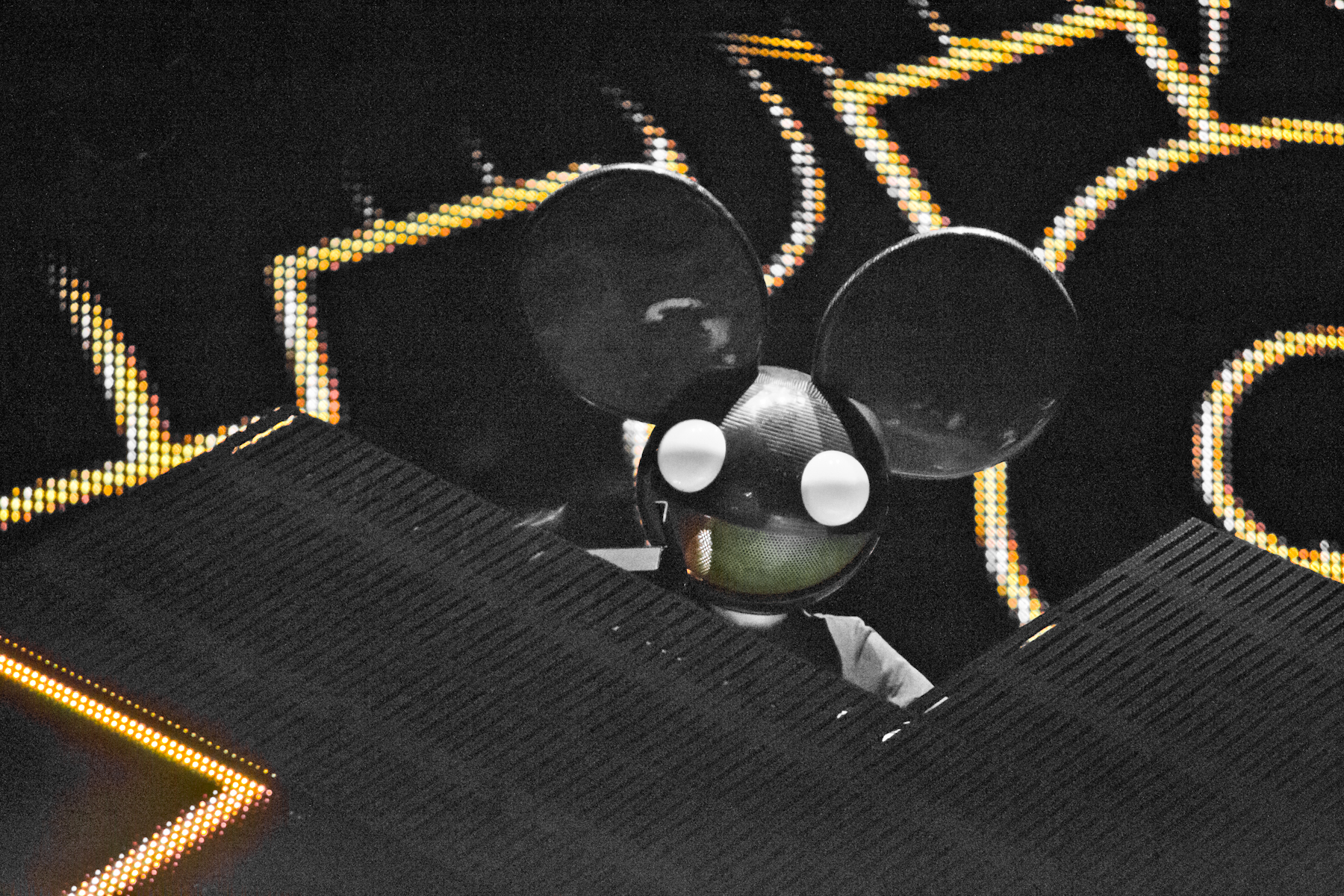
2012年Deadmau5在西班牙馬德里的里約搖滾音樂節上表演

2012年8月9日，齊默曼宣布其将於同年9月24日發行新專輯《Album Title Goes Here》，并公开了部分相關資料。专辑中包含单曲《Maths》、由克里斯·詹姆斯献唱的《The Veldt》、由杰洛德·威献声的《Professional Griefers》、與沃爾夫岡·加特納合作的《Channel 42》和與伊莫珍·希普合作的《Telemiscommunications》。其中，齐默曼在《Professional Griefers》正式發布之前于Facebook上先行公布了此曲。2012年12月，Fuse電視台將《Professional Griefers》列入2012年的40首最佳歌曲中。《Album Title Goes Here》获得了第55屆葛萊美獎最佳電子/舞曲專輯提名。
2013年11月，齊默曼突然從他的SoundCloud帳戶中刪除了最近三年上传的所有音樂，用一张名为《7》的迷你專輯取而代之。该专辑包含7首气氛忧郁的钢琴独奏曲目，且以七宗罪的拉丁文名稱命名，分別為《Acedia》、《Avaritia》、《Gula》、《Invidia》、《Ira》、《Luxuria》和《Superbia》。同月，齊默曼離開了与其長期合作的唱片公司Ultra Records，并與Astralwerks唱片公司签约。该公司坐落于纽约市。多个知名电子音乐制作人都曾签约于此，如瑞典浩室黑手黨、大衛·庫塔和化學兄弟等。齊默曼表示：“我發現了一個能夠和音樂共處工作的地方。”
2014年1月7日，齊默曼发推宣布他的新專輯已經制作完成。「話説起來……我今天完成了我的專輯。」推文寫道，「兩張分碟、兩首专辑混音、25首曲目，以及我为之驕傲的一些玩意儿。」2014年5月10日，齐默曼通過訂閲服務宣佈其将发行新专辑，新專輯的名称为《While(1<2)》，於2014年6月17日發行。該專輯囊括四首單曲：《Avaritia》、由Colleen D'Agostino献声的《Seeya》、《Infra Turbo Pigcart Racer》和《Phantoms Can't Hang》，从2014年5月20日起每周发行一首，直到专辑本体正式发布。

### 抑鬱、回歸以及新專輯《W:/2016Album/》（2015－2016年）

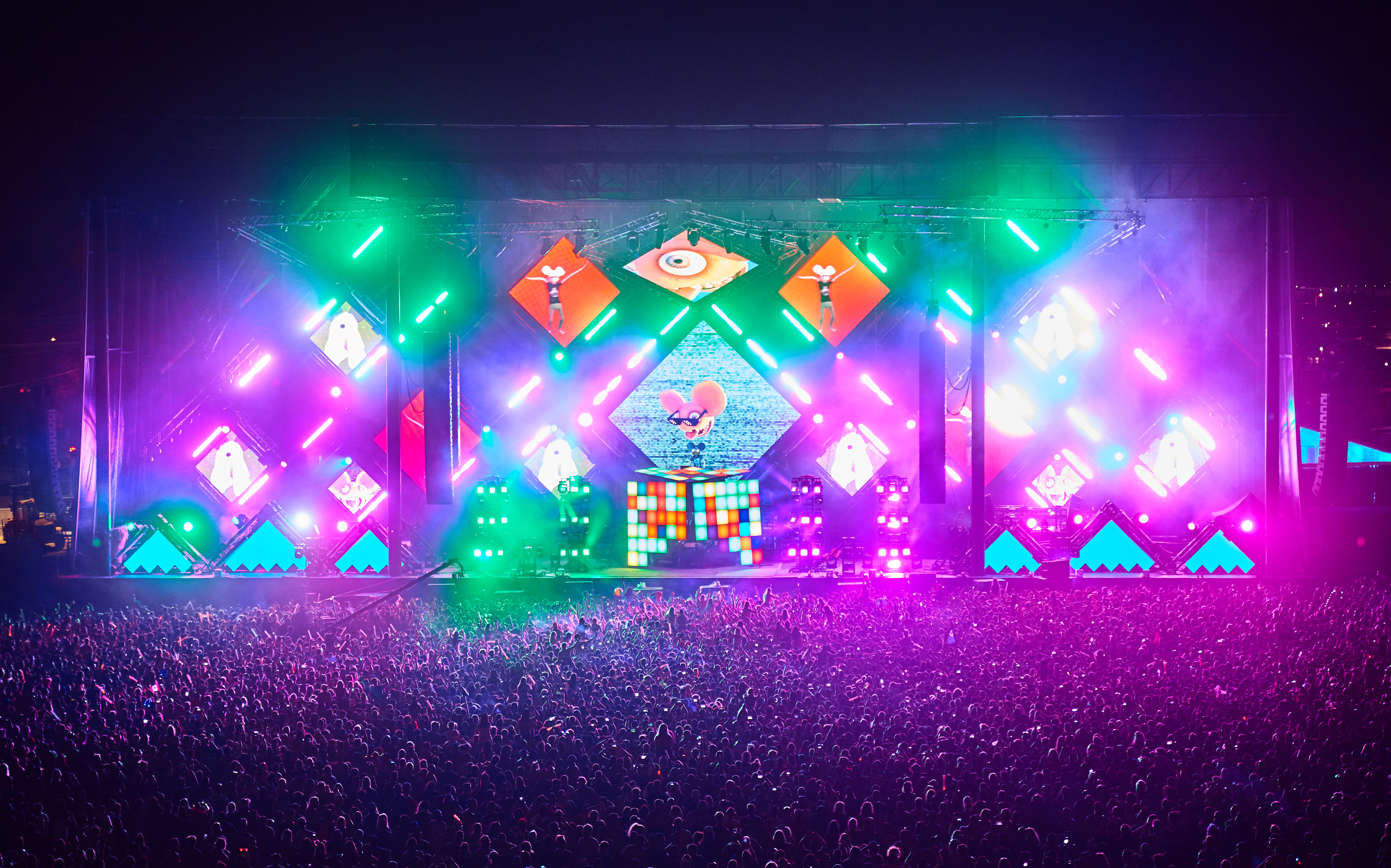
2016年Deadmau5在VELD音乐节的Cube舞台上表演

2015年1月13日，齐默曼宣佈其將出席于当年6月11日至15日在美国田納西州曼徹斯特市举办的波纳罗音乐节，并作为领衔艺人出场。同年2月2日，齐默曼亦宣布其将会参加当年8月30日举办的雷丁利兹音乐节。2015年7月23日，威尔乌公司在博客中发布了齐默曼为電子遊戲《Dota 2》制作的音乐包。2015年《Dota 2》国际邀请赛（The International 2015）的闭幕式在西雅圖的钥匙球馆举办，齐默曼受到邀请在此处进行了表演。
2015年10月7日，齐默曼正式宣布他將離開廠牌Astralwerks，使自己的厂牌Mau5trap完全独立运营。
2015年12月17日，齊默曼突然删除了其Twitter和Facebook賬戶，但Instagram帳戶尚未被删除。四天后，齊默曼重新建立了自己的Twitter賬號，并且在Tumblr上發文對發生的事情表示歉意。文中，齐默曼解釋了他在社交媒體上突然失蹤的原因——自己患有憂鬱症，并且表示自己将在新的一年到來之际重返音樂界。
2016年5月27日，齐默曼最近两年以来的首支单曲——《Snowcone》發佈。2016年11月4日，齊默曼宣布其下一張錄音室專輯《W:/2016Album/》将于12月2日发行。专辑的黑膠和CD版本分别在2017年2月17日和3月17日發售。

### 專輯《Stuff I Used to Do》、《Where's the Drop?》、《Mau5ville》和《極地》配樂（2017年至今）
2017年1月7日，齐默曼在Twitter上宣布，他已将其1998年至2007年之间的老作品制成合集《Stuff I Used to Do》，并將於當年2月发佈。2月24日，《Stuff I Used to Do》的限量版在WeTransfer上發布并在接下来的一周内提供免费下载。该版本中相比完整版專輯缺少了三首曲目。该专辑中的曲目主要来自《Get Scraped》和早期合辑，除此之外还包含《While(1<2)》中《Creep》的早期版本。2017年3月3日，该專輯的完整版由Mau5trap正式發行。
2017年3月25日，齐默曼带着自己的新Cube 2.1舞台举办了名为Lots of Shows in a Row的巡迴演唱會，並借此推廣自己即将发布的新專輯《W:/2016Album/》。演出现在北美地区持续了两个月，然后自6月3日起于世界各地举办，10月6日起开始在加拿大演出，并于10月31日結束。
2017年8月25日，齐默曼發行了一首名為《Legendary》的獨立單曲，聲音參演來自說唱歌手Shotty Horroh。該歌曲的MV於2017年9月11日在Mau5trap的YouTube頻道上發布。同年9月，齐默曼確認他的下一張錄音室專輯「正在路上」。
2018年3月，齊默曼宣布其即将发行一张全新合辑《Where's the Drop?》。该合辑中的曲目皆为其之前发行曲目的管弦乐演奏版本。2018年3月30日，该专辑在流媒体平台Tidal上独家发布。2018年6月29日，該專輯在其他流媒体平台正式发布，黑膠唱片版本亦于同日发售。
2018年7月3日，齊默曼在Twitter上发表了新迷你專輯《Mau5ville: Level 1》的封面，预示该专辑即将发布。该专辑内包含和羅布·斯懷爾合作的歌曲《Monophobia》，並包含Getter和GTA的原创歌曲。10天后，本专辑由齐默曼的唱片公司Mau5trap正式發布。2018年9月18日，齊默曼宣布其正在為喬納斯·艾克朗執導的Netflix電影《極地》製作原声音乐。2018年10月，Mau5ville系列第二张迷你专辑《Mau5ville: Level 2》的曲目被洩露。泄露訊息顯示，該迷你專輯中包含与Lights和Mr. Bill合作的曲目。不過當時並沒有確認發布日期。最終該專輯於2018年11月16日通過Mau5trap正式發布。2019年1月25日，《極地》在Netflix首播。齊默曼在同时發行了其原声带——《Polar (Music from the Netflix Film)》。2019年2月1日，Mau5ville系列的第三部作品《Mau5ville: Level 3》正式發布。该專輯包含齐默曼与Shotty Horroh和Scene of Action的合作曲目，也包含了No Mana和C.O.Z.的单曲。

## 客串電子遊戲
Deadmau5是音乐游戏《DJ英雄2》中的一个独家虚拟角色。该游戏亦包含齐默曼创作的部分单曲，其中《Ghosts 'n' Stuff》还與女神卡卡的《Just Dance》进行了混搭。
2014年的電子遊戲《模擬山羊》中有一个秘密角色称为Deadgoa7，其体貌特征类似戴着老鼠头套的齐默曼。其他電子遊戲中也包含齐默曼的音乐作品，例如《Dota 2》就有一个齐默曼为之定制的音乐包。
在TinyCo開發的移动设备遊戲《Family Guy: The Quest for Stuff》之PeterPalooza更新當中，Deadmau5是游戏中的可购买角色。除此之外，齐默曼的老鼠头盔也是遊戲《火箭聯盟》當中的可下载内容。

## 個人生活

齐默曼未戴老鼠头盔时

2010年7月30日，在美國華盛頓特區的九點半俱樂部，齊默曼在表演時突然感到疲憊噁心，在舞台上癱倒。演出被迫中断，剩下的九场演出也因此取消。
在2010年MTV音樂錄影帶大獎上，齊默曼認識了美國模特兒、成人雜誌《花花公子》的玩伴女郎琳賽·伊凡並開始與她交往。2011年9月，齊默曼宣布与與伊凡分手。2012年9月，齊默曼開始與美國刺青藝術家凱特·方迪交往。齊默曼從加拿大多倫多搬家到美国洛杉磯，與方迪住在一起。雖然在2012年11月，兩人有短暫分手一段時間，但過不久後即又重新複合。2012年12月15日，齊默曼在Twitter上向方迪表白，并發布他們將於2013年8月舉行水上婚礼。但他們在2013年6月因為意見不合取消了婚約。他們身上有多個相同的刺青，包括眼皮下方的黑色五角星，以及手臂上代表他們相遇日期「289m3d22h」的刺青。
2014年，齊默曼在加拿大安大略省米爾頓的坎貝爾維爾地區購買了一栋價值500萬美元的房屋。
2017年8月12日，齐默曼与其未婚妻凯莉·费多尼结婚。
2018年10月11日，由於心理健康问题和個人原因，齊默曼宣布休假。

## 艺名起源
齐默曼父亲称，“Deadmau5”这个名字来源于一次齐默曼在使用電腦和朋友聊天時，電腦突然死机，机箱里散發出类似于烧焦的异味。齐默曼拆解了电脑主机，并在其中发现了一只死老鼠。因此齐默曼的朋友开始戏称他为「死老鼠男（dead mouse guy）」。齐默曼打算在網路聊天室上將暱稱改為「Deadmouse」，但因字數限制无法修改。于是齊默曼将「mouse」翻译为德语「maus」并使用Leet密语將其改写為「mau5」，便得到了“Deadmau5”。
齊默曼剛開始製作音樂時即以「Deadmau5」為艺名，並在他剛學會使用3D製圖軟體後即創造其專屬的標誌。他的标志名為「mau5head」，外观类似老鼠头，有著多種不同的顏色和設計，并出现在齐默曼的绝大多数专辑的封面中。齐默曼在重金屬樂隊Orgy的朋友傑·戈登建议他制作一个基于mau5head的头饰并被齐默曼采纳。在一次加拿大國營頻道的訪談中，齐默曼提到其希望他的标志成为一个象征。其粉丝也常常帶著自制的mau5head參與齊默曼的表演。
2002年起，齐默曼創建了自己的網站，開始以艺名「Deadmau5」製作音樂并向SectionZ上传歌曲。

## 爭議

### DirtyCircuit
2008年，一位名叫DirtyCircuit的藝人在使用FL Studio内置的「LP_Faxing Berlin C_128bpm」的采樣之後遭到齐默曼的起诉威胁。該采樣是齐默曼单曲《Faxing Berlin》的剪輯，因此齐默曼拥有版权。FL Studio中亦捆绑了齐默曼其他多个歌曲的采样且使用协议不明。這起案例引起了FL Studio用戶的不满。有些人指出该軟件的最终用户许可协议可能自相矛盾。FL Studio 8以及後續版本不再包含这些音频樣本。

### 迪士尼商標糾紛
在2012年滾石杂志的一次採訪中，齊默曼承認他的mau5head标志和米老鼠可能存在相似之處，並開玩笑說「迪士尼专利事务所的人才不会在意我的标志」（someone at the Disney patent office fell asleep on that one）。
2014年3月，華特迪士尼公司向美國專利商標局提出请求，要求調查齊默曼註冊mau5head商標的申請，因为其与米老鼠外形过于相似。同年9月，迪士尼正式提出反对，認為mau5head商標可能會和米老鼠产生混淆，因為它们「在外觀，內涵和整體商業印像上幾乎相同」。对此，齊默曼在Twitter發文回应迪士尼，認為該公司「將知名電子音樂家/制作人與卡同一只卡通老鼠混為一談」的想法「愚蠢」。齊默曼還認為，他已成為迪士尼在EDM市場上「賺取收益」的下一个目標。推文中提到了合辑《Dconstructed》，該專輯包含很多主流電子音樂家如阿明·范·比伦、艾维奇以及卡斯科對迪斯尼动画片配乐的重混作品。
2014年9月4日，齊默曼发推称迪士尼未經許可在其網站和YouTube頻道上发布了一个视频并套用了其歌曲《Ghosts 'n' Stuff》。齊默曼還發布了一些照片，顯示他的律師已經向迪士尼發出了撤單通知。信中還包括一項商標侵權指控，稱在有關視頻的材料中迪士尼使用了Deadmau5的名字，這造成該視訊錯誤地暗示了他對該視頻的支持。迪士尼辯解說，他們已經正確授權了這首歌，而且「他的聲明毫無根據」。
在2014年10月提交給美國專利商標局的一份文件中，齊默曼辯稱，迪士尼試圖與他友好共存。齊默曼提供的證據表明，迪士尼曾就潛在的合作項目與他進行過接觸，其中包括邀請他參加電影《幻想曲》的75週年re-imagining現場演唱會。
2015年6月，齊默曼的律師表示，他和迪士尼「友好地解決了他們的糾紛」。

### Meowingtons商標糾紛
2015年，齊默曼試圖為他的寵物貓「Professor Meowingtons」註冊一個商標，他於2010年收養了這隻貓並將其用於他自己的一些商業活動當中。但是，由於2014年建立的同名在線零售商Meowingtons已經持有該商標所以被拒絕注冊，該商標被用於出售以貓為主題的配飾和服裝。在發現商標被搶先注冊後，齊默曼主张自己对Meowingtons的使用在先，反對該商標的注冊使用請求。
2017年3月，齊默曼因商標侵權和不正當競爭被網站所有者艾瑪·巴西里（Emma Bassiri）起訴。該訴訟辯稱，齊默曼所説的她在貓之後專門命名了該網站的説法是假的。而齊默曼本人則對《好萊塢報導》表示「從一開始我就是在努力找到一種方法來友好地解決這種情況」，但是現在他被迫「將這位女性提起訴訟」。2017年5月15日，Deadmau5對巴西里提起訴訟，意圖沒收其網站和域名。
2018年3月，世界知識產權評論（World Intellectual Property Review）報導齊默曼和巴西里已經解決了爭議。

### 冒犯性話語
2018年10月，齊默曼在Twitter上發表評論，評論中包含冒犯性發言「敢不敢打賭我給你4萬塊，你幫一個人口，別問該死的問題。」（I'll bet you suck a guy off for 40 grand ZERO fucking questions asked）」以及「女人是沒鷄巴的（women don't posses [sic] penises），其他評論者認爲這些話語包含對同性戀或者跨性别者的歧視或者侮辱。齊默曼隨後為他所作出的不當的評論道歉，並說他「並非試圖做出明顯對跨性别者歧視的言論」，這些話只是「剛剛與一些網友在一起激烈爭論」的内容。並指出他的評論被「曲解」。
幾天後，在遊戲串流直播當中，他將藝術家Slushii的曲目稱為「得了愛滋的該死音樂」（AIDS fucking music）和「自閉症的糞作（autistic shit）」。Slushii是一位確實罹患自閉症的藝術家，他在Twitter上對該事評論稱對此「真的很失望」。齊默曼後來為這些評論道歉，并説明自己需要對自己的心理健康問題尋求「專業幫助」，並指出自己需要「暫緩工作」以「尋找」自我。
2019年2月，在齊默曼在Twitch直播大逃殺遊戲《絕地求生》時，他辱駡其他玩家是「只知道看我直播來作弊的吃雞巴基佬」（fucking cock-sucking stream sniper fag），Twitch屏蔽了齊默曼在平臺上的攻擊性言論。之後齊默曼說我知道「我清楚我是什麽人，我他媽的不需要被逼坐在這裡邊哭邊辯解说：“我真的不是那种人，我很抱歉。”」（I know who I am, and I don't have to fucking sit here and cry and defend my fucking self with the obligatory 'I'm not that person, I am sorry' reflex.）

## 外部連結
- 官方网站
- Deadmau5的Discogs页面（英文）
- Deadmau5的X（前Twitter）
- Deadmau5在互联网电影资料库（IMDb）上的資料（英文）
- Deadmau5的Facebook專頁
- Deadmau5在Allmusic上的頁面
- Deadmau5的MySpace主頁